# Kicia to nie kot
Kicia to nie kot (org. Kitty Is Not a Cat) – australijski serial animowany dla dzieci emitowany od 2018–2020 roku.

## Treść
Mała dziewczynka, imieniem Kicia, wprowadza się do rezydencji zamieszkanej przez koty. Koty zaprzyjaźniają się z nią i otaczają opieką. Dziewczynka chodzi cały czas w stroju kota i chce zostać kotem. 

## Obsada (głosy)
- Rove McManus – 
  - Król Baryłka (głos),
  - Gapi (głos),
  - Niefart (głos),
  - Mama Baryłki (głos)
- Cal Wilson – 
  - Gamma (głos),
  - Szpila (głos),
  - Róża (głos)
- Stephen Hall – 
  - Mistrzu (głos),
  - Chuck (głos)
- Rachel King – 
  - Tymek (głos),
  - Molka (głos),
  - Luna (głos),
  - Olive Stinkleton (głos)
- Rupert Degas – 
  - Spoks (głos),
  - Ming (głos),
  - Czyścioch (głos),
  - Pierre (głos),
  - Harold Stinkleton (głos)
- Jamie Aditya – 
  - Cykor (głos),
  - Mysz 1 (głos),
  - Mysz 2 (głos)
- Vince Milesi – Rytmen (głos)
- Marg Downey – 
  - Narrator (głos),
  - Stanley Stinkleton (głos)
- Roslyn Oades – Kicia (głos)
- Maik Hempel – 
  - Głos w reklamie telewizyjnej (głos),
  - Głos w programie telewizyjnym (głos)